# Ярешки (Житомирская область)
Ярешки (укр. Ярешки) (ранее — Ерешки) — село на Украине, находится в Андрушёвском районе Житомирской области. Село расположено в 1 км от железнодорожной станции Бровки (линия Фастов — Казатин). Село граничит с селом Бровки и подчиняется общему сельскому совету.
Код КОАТУУ — 1820380802. Население по переписи 2001 года составляет 517 человек. Почтовый индекс — 13445. Телефонный код — 4136. Занимает площадь 10,003 км².

## Известные уроженцы
- Борис Нечерда — украинский поэт-шестидесятник. Лауреат Национальной премии Украины им. Тараса Шевченко.

## Адрес местного совета
13444, Житомирская область, Андрушёвский р-н, с. Бровки Первые, ул. Кирова, 4

## Галерея

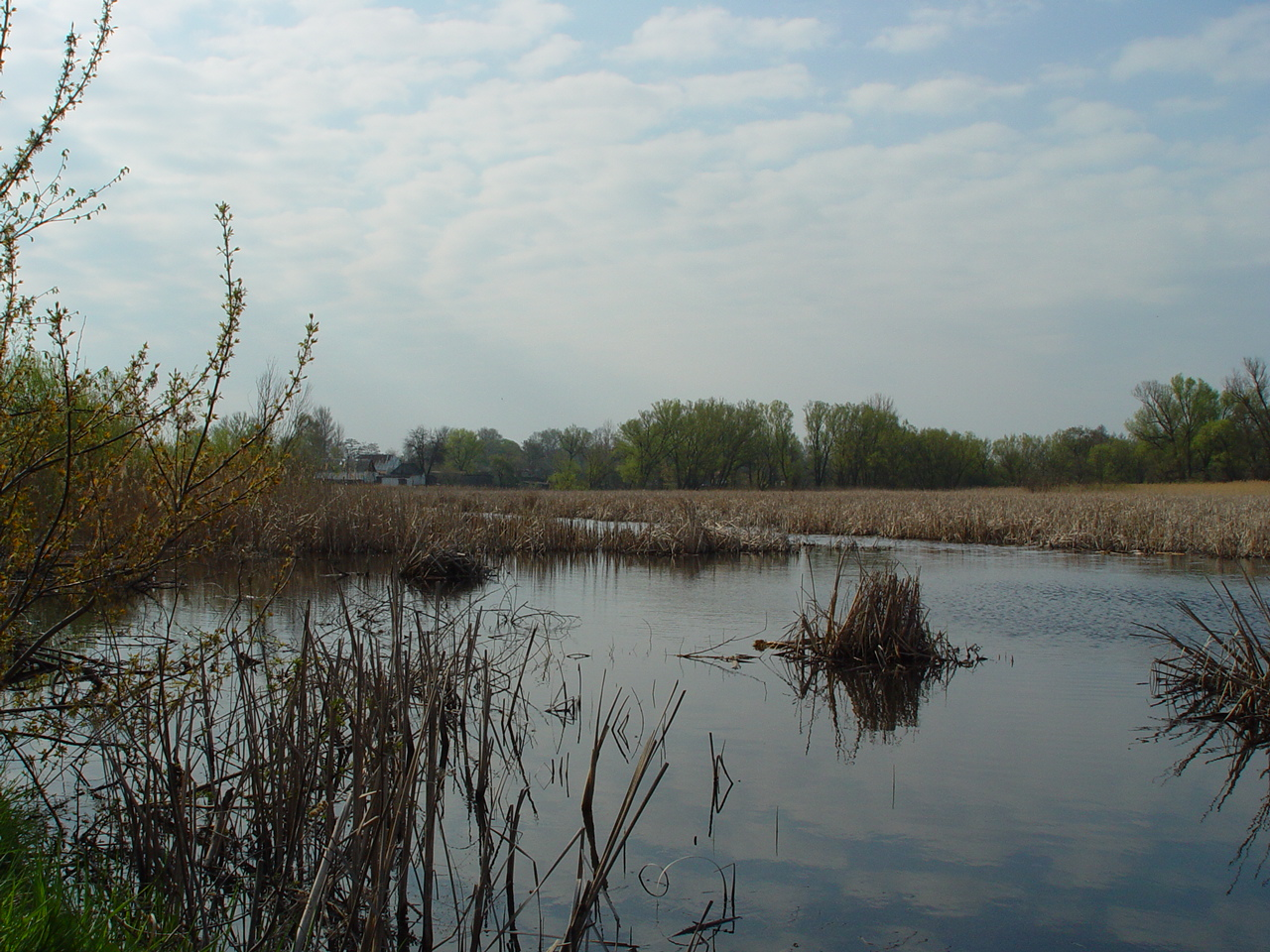
Пруд
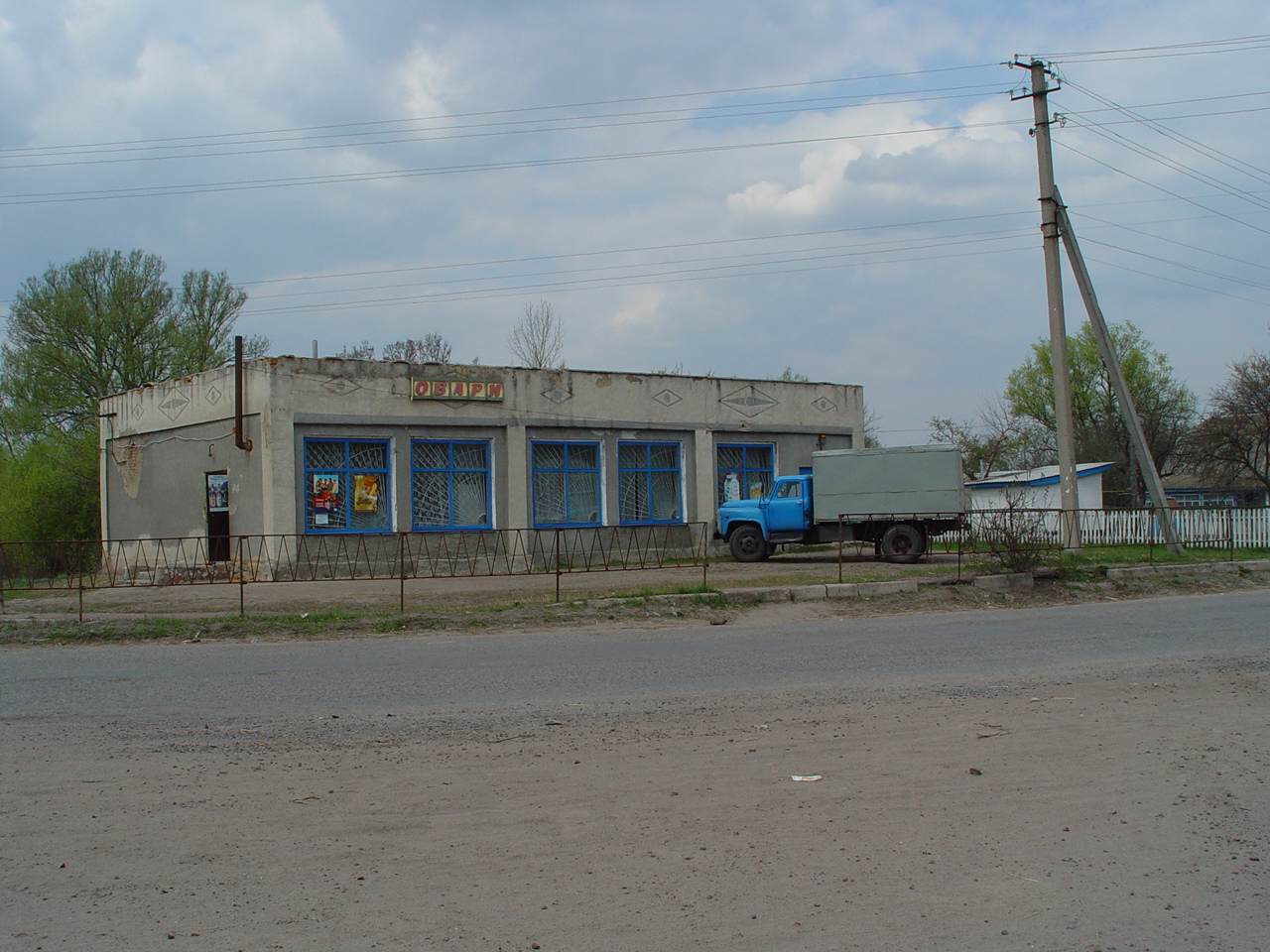
Сельский магазин